# W-inds.~bestracks~
《w-inds.~bestracks~》(윈즈~베스트랙스~)는 w-inds.의 첫 번째 베스트 앨범이다. 2004년 7월 14일 FLIGHT MASTER에서 발매하였다.
데뷔곡 《Forever Memories》부터 선행발매 싱글곡인 《아름다워》까지의 싱글곡 12곡을 수록하였다. 또한 1집~3집까지의 앨범곡들 중에서 팬들에게 인기가 많았던 4곡도 수록하였다.
전작들과 같이 초회한정반과 통상반의 자켓사진이 다르며, 대한민국에는 통상반만 라이센스로 발매하였다.
앨범으로서 처음으로 초회한정반에 DVD포함한 2CD 사양으로 발매되었다.

## 한정 특전
초회한정반 특전
- 특전DVD "HISTORY OF w-inds."를 포함한 2CD 사양

데뷔전의 거리 공연부터 현재까지의 w-inds.의 자취를 기록한 히스토리 다이제스트 영상이 수록되어 있다.
통상반 기간 한정 특전
- w-inds. 오리지널 트레이딩 카드 (4종류 중 1종)

## 수록곡
1. Forever Memories
2. Feel The Fate
3. Paradox
4. New-age Dreams (1집 앨범 《w-inds. ~1st message~》에 수록되어 있다.)
5. try your emotion
6. Another Days
7. SOMEHOW (2집 앨범 《w-inds. ~THE SYSTEM OF ALIVE~》에 수록되어 있다.)
8. Because of you
9. NEW PARADISE
10. This Time ~소원(일본어: 願い)~ (2집 앨범 《w-inds. ~THE SYSTEM OF ALIVE~》에 수록되어 있다.)
11. SUPER LOVER~I need you tonight~
12. Love is message
13. Long Road
14. Dedicated to you (3집 앨범 《w-inds. ~PRIME OF LIFE~》에 수록되어 있다.)
15. Pieces
16. 아름다워(일본어: キレイだ)

## 차트 성적
- 최고순위 2위 (오리콘)
- 골드 (일본 레코드 협회)

## 타이업
- 2. Feel The Fate

NTV 《일단 좋은 느낌.》 엔딩 테마
NTV 《shinD 롯폰기 야수회》 엔딩 테마
- 3. Paradox

NTV 《FUN》 FUN'S RECOMMEND#019
영화 《Star Light》 주제가
- 5. try your emotion

NTV 《솔트레이크 동계 올림픽》 이미지곡
《스포트 우루구스》, 《SPORTS MAX》는 테마송으로 기용
- 6. Another Days

훼미리마트 M/F/C 광고 음악
- 11. SUPER LOVER~I need you tonight~

NTV 《안구라☆NOW!》 2003년 5월 엔딩 테마
- 12. Love is message

부르봉 MINTREX 광고 음악
- 13. Long Road

NTV 《안구라☆NOW!》 2003년 11월 엔딩 테마
- 15. Pieces

부르봉 후르츠껌 광고 음악
- 16. キレイだ

부르봉 후르츠껌 광고 음악